# Санс, Хорхе
Хо́рхе Санс Мира́нда (исп. Jorge Sanz Miranda; род. 26 августа 1969, Мадрид, Испания) — испанский актёр театра, кино и телевидения.

## Биография
Дебютировал в кино в возрасте 10 лет. Снимался у Висенте Аранды, Фернандо Труэбы, Педро Олеа, Фернандо Фернана Гомеса, Карлоса Сауры и других известных режиссёров.

## Фильмография
- 1979 — Мёд / La miel — Пако
- 1980 — Песня цикады / El canto de la cigarra
- 1980 — Безумные соседи со второго этажа / Los locos vecinos del 2º
- 1981 — Два с лишком мошенника / Dos pillos y pico — Фернандин
- 1981 — Два плюс два — пять / Dos y dos, cinco — Педро
- 1982 — Конан-варвар / Conan the Barbarian — молодой Конан
- 1982 — Легенда о барабане / La leyenda del tambor — Исидро
- 1982 — Восстание птиц / La rebelión de los pájaros — Алекс
- 1982 — Валентина / Valentina — Пепе
- 1983 — Бушующее море / Mar brava — Минго
- 1983 — Жить завтра / Vivir mañana — Хорхе
- 1984 — Два лучше, чем один / Dos mejor que uno — сын Херомо
- 1985 — Гойя / Goya — Гойя (мини-сериал)
- 1986 — Мальбрук в поход собрался / Mambrú se fue a la guerra — Манолин
- 1986 — Год пробуждения / El año de las luces — Маноло
- 1987 — Галисиец / Gallego
- 1988 — Луте 2: Завтра я буду свободным / El Lute II: mañana seré libre — El Toto
- 1989 — Если они скажут, что ты чувствуешь / Si te dicen que caí — Даниель Хавалойес
- 1989 — Предгорье / Monte bajo
- 1990 — Континенталь / Continental — Панчо
- 1990 — Всадники рассвета / Los jinetes del alba — Мартин (сериал)
- 1990 — Ковка мятежника / La forja de un rebelde — Антонио Иглесиас (сериал)
- 1991 — Любовники / Amantes — Пако
- 1991 — Трамонтана / Tramontana — Арнау
- 1991 — Чихуахуа / Chihuahua (к/м)
- 1992 — Оркестр «Клуб Вирхиния» / Orquesta Club Virginia — Тони
- 1992 — Изящная эпоха / Belle Epoque — Фернандо
- 1992 — Последний час / Hora final (к/м)
- 1993 — Зачем говорят о любви, когда имеют в виду секс? / ¿Por qué lo llaman amor cuando quieren decir sexo? — Ману
- 1993 — Доставая дно / Tocando fondo — Фульхенсио
- 1994 — Худшие годы нашей жизни / Los peores años de nuestra vida — Роберто
- 1995 — Умереть в Чафаринасе / Morirás en Chafarinas — Хайме
- 1995 — В отеле и на дому / Hotel y domicilio — Бруно
- 1996 — Анархистки / Libertarias — рабочий-ребёнок
- 1997 — Над чем смеются женщины? / ¿De qué se ríen las mujeres? — Виктор
- 1997 —  / The Garden of Redemption — Альдо (ТВ)
- 1997 — Дальнейший жест / A Further Gesture — Пако
- 1997 — 2001 — Примемся за дело / Manos a la obra — Тео (сериал)
- 1998 — Рождение империи / El nacimiento de un imperio — дон Рамон (к/м)
- 1998 — Ча-ча-ча / Cha-cha-chá — Пабло Сирес
- 1998 — Девушка твоей мечты / La niña de tus ojos — Хулиан Торральба
- 1999 — Шёлковые руки / Manos de seda — Хуан
- 1999 — Пепе Гиндо / Pepe Guindo — трубач
- 1999 — Париж-Тимбукту / París Tombuctú — лейтенант
- 1999 — Танцы под ущербной луной / En un claroscuro de la luna — Андрес
- 2000 — 2012 — Центральная больница / Hospital Central — Абель (сериал)
- 2000 — Моллюски и мидии / Almejas y mejillones — Ролондо / Диана
- 2000 — Кол по сознательности / Cero en conciencia — Хорхе (к/м)
- 2001 — Без стыда / Sin vergüenza — Альберто
- 2001 — Серенада тьмы / Tuno negro — Эдуардо
- 2001 — Я люблю тебя, детка / I Love You Baby — Маркос
- 2001 — Клара и Элена / Clara y Elena — официант
- 2002 — 2005 — Танцы под звездами / Un paso adelante — Мануэль (сериал)
- 2002 — Куба / Cuba — команданте Менак
- 2002 — Точки соприкосновения / El florido pensil — Педрин
- 2002 — Чары Шанхая / El embrujo de Shanghai — Денис
- 2003 — Дело ведьмы / Cosa de brujas — Давид
- 2003 — Московское золото / El oro de Moscú — Хесус
- 2003 — Штормовая погода / Tiempo de tormenta — Чус
- 2003 — Вива Сапато! / Viva Sapato! — Хосе
- 2003 — Перебежчик / El tránsfuga — мужчина (ТВ)
- 2004 —  / El chocolate del loro — Хавьер
- 2004 — Торапия / Torapia — полицейский
- 2004 — Волк / El Lobo — Асьер
- 2005 — Тысяча фильмов / Cinema mil — Фернандо (сериал)
- 2005 — Прорва / Sinfín — Хави
- 2006 — Добро пожаловать домой / Bienvenido a casa — Лукас
- 2007 — Экспресс на Овьедо / Oviedo Express — Альваро Месия
- 2008 — Соперники / Rivales — Хорхе Алегре
- 2008 — Охотники на людей / Cazadores de hombres — Сальвадор Морено (сериал)
- 2008 — Книга воды / El libro de las aguas — Венансио
- 2009 — 2016 — Красный орёл / Águila Roja — Тринидад (сериал)
- 2012 — Без царя в голове / Ni pies ni cabeza — Хуэс Андраде
- 2012 — Апостол / O Apóstolo — Пабло, озвучивание
- 2012 — Клара, не женское имя / Clara no es nombre de mujer — Хорхе
- 2012 — Заговор / La conspiración (ТВ)
- 2013 — Легко живётся с закрытыми глазами / Vivir es fácil con los ojos cerrados — отец Хуанхо
- 2015 — Что праздновать / Algo que celebrar — Ричард (сериал)
- 2015 — 2016 — Ольмос и Роблес / Olmos y Robles — Санти Веласко (сериал)
- 2016 — Что сталось с Хорхе Санс? 5 лет спустя / ¿Qué fue de Jorge Sanz? 5 años después — Хорхе Санс (ТВ)
- 2016 — Возглашение / El pregón — Алькальде
- 2016 — Мужчина твоей жизни / El hombre de tu vida — Хайме (сериал)
- 2016 — Испанская королева / La reina de España — Хулиан Торральба
- 2017 — Что сталось с Хорхе Санс? Пора везения / ¿Qué fue de Jorge Sanz? Buena racha — Хорхе Санс (ТВ)

## Награды
- 1987 — номинация на премию «Гойя» за лучшую мужскую роль («Год пробуждения»)
- 1989 — номинация на премию «Гойя» за лучшую мужскую роль («Луте 2: Завтра я буду свободным»)
- 1990 — Премия «Гойя» за лучшую мужскую роль («Если они скажут, что ты чувствуешь»)
- 1992 — номинация на премию «Гойя» за лучшую мужскую роль («Любовники»)
- 1993 — номинация на премию «Гойя» за лучшую мужскую роль («Изящная эпоха»)